# Laurent Grévill
Laurent Grévill, född 18 juni 1961 i Saint-Mandé, Val-de-Marne, är en fransk skådespelare.

## Filmografi
- Mariées mais pas trop (2003)
- Inquiétudes (2003)
- Se mig (2004)